# Expansiune (jocuri video)
O expansiune (numită de asemenea extensiune, pachet de expansiune/extensiune sau add-on) este o adăugare de material virtual/video unui joc video existent. Această suplimentare oferă de obicei noi zone de joc, arme, obiecte și/sau o poveste extinsă la un joc complet și deja lansat. 
Extensiunile sunt în general proiectate de către creatorul original (dezvoltatorii de jocuri video), dar uneori în contractul de dezvoltare al add-on-ului este inclusă o companie terță, precum în cazul extensiunii Lord of Destruction pentru jocul Diablo II. Dezvoltatorul jocului original trebuie de obicei să se implice în crearea expansiunii. Una dintre primele extensiuni în istoria jocurilor pe calculator este Wing Commander: The Secret Missions, publicată în 1991.